# Narciarstwo dowolne
Narciarstwo dowolne (narciarstwo akrobatyczne) – jedna z zimowych dyscyplin narciarskich, do której należą następujące konkurencje:
- Skoki akrobatyczne (konkurencja olimpijska)
- Skicross (konkurencja olimpijska)
- Slopestyle (konkurencja olimpijska)
- Half pipe (konkurencja olimpijska)
- Jazda po muldach (konkurencja olimpijska)
- Jazda po muldach podwójnych
- Big Air
- Table top – rodzaj skoków
- Balet na nartach (acroski) – konkurencja obecnie już nie uprawiana (głównym powodem było niewłączenie jej do programu zimowych igrzysk olimpijskich)

Oprócz szybkości przejazdu (tylko muldy) oceniane są także elementy akrobatyczne wykonywane podczas przejazdu, np. obroty. Narty używane w tej dyscyplinie są krótsze od nart zjazdowych i umożliwiają wykonywanie skomplikowanych ewolucji w powietrzu (twin tip).
Narciarstwo dowolne zadebiutowało na Zimowych Igrzyskach Olimpijskich w 1992 r. w Albertville (jazda po muldach). Dwa lata później w Lillehammer do programu igrzysk włączono skoki akrobatyczne. Podczas Zimowych Igrzysk Olimpijskich w 2010 r. w Vancouver po raz pierwszy rozegrano skicross (decyzję w tej sprawie podjęto podczas sesji MKOL w 2006 r.). Od Zimowych Igrzysk Olimpijskich w 2014 r. w Soczi konkurencjami olimpijskimi są również half pipe i slopestyle.